# 馬里波爾附近佩斯尼察
馬里波爾附近佩斯尼察（斯洛維尼亞語： 發音：[ˈpéːsnitsa pɾi ˈmáːɾibɔɾu]）是斯洛維尼亞東北部佩斯尼察市鎮的聚居地及行政中心。

## 歷史
隨著19世紀鐵路的到來，聚居地開始發展，特別是在第二次世界大戰後發展起來。1945年後，佩斯尼察成為斯洛文尼亞山區西部的中心。佩斯尼察的小學和幼兒園是德國人在戰爭期間建造的。自1994年以來，佩斯尼察一直是施蒂里亞科技園的所在地。

## 外部連結
- 维基共享资源上的相關多媒體資源：馬里波爾附近佩斯尼察